# 저주받은 도시 (1960년 영화)
《저주받은 도시》(영어: Village of the Damned)는 영국과 미국에서 제작된 울프 릴라 감독의 1960년 SF 공포 영화이다. 조지 샌더스 등이 출연하였고, 로널드 키녹 등이 제작에 참여하였다.
1964년 속편 《Children of the Damned》로 이어지며, 1995년 동명 리메이크 영화가 개봉하였다.

## 줄거리
영국 미드위치 마을 주민들이 원인 불명으로 갑자기 의식을 잃었다가 몇 시간 뒤 깨어난다. 두 달 뒤 가임기의 마을 여성들이 전부 임신을 한 것으로 밝혀지고 모두가 같은 날 출산을 한다. 전부 백금발에 으스스한 눈을 지닌 이 아이들은 급속도로 성장해 정신 감응으로 서로 유대하며 단체로 움직인다. 아이들은 조숙하지만 양심이나 사랑의 기미를 전혀 보이지 않으며 타인에게 냉담하다. 
3년 뒤 이런 아이들 중의 하나를 “아들”로 둔 고든 교수는 MI5 회의에 참석해 이 문제를 논의하고, 미드위치와 같은 현상이 다른 나라에서도 벌어지고 있음을 알게 된다. 아이들은 외계 생명일 가능성이 관측되고, 곧 이들에게 타인의 마음을 읽는 능력이 있으며 그간 주민들의 마음을 조종해 자살을 감행하게 만들었다는 사실이 밝혀진다. 고든은 아이들을 가르치며 아이들에 대해 알아가려 하고, 아이들은 외딴 학교에서 거주하며 학습한다. 
각국 정부는 극단적인 방식으로 이들 외계 생명에 대응하고, 소련 정부가 미드위치와 같은 일을 겪은 소련 마을을 핵대포로 전멸시키면서 미드위치는 이 외계 아이들이 생존해 있는 유일한 장소가 된다. 고든은 벽돌담의 심상을 이용해 본인의 마음에 계속 결계를 쳐 아이들이 자신의 마음을 읽으려는 시도를 차단하고 교실에 몰래 시한폭탄을 설치한다. 아이들은 폭탄이 터지기 바로 몇 초 전에야 고든이 뇌내 시각화로 본인 정신 주변에 쌓아 놓았던 벽돌벽을 뚫는다. 아이들은 폭발로 고든과 함께 사망한다. 

## 출연진
- 조지 샌더스
- 바버라 셸리
- 마틴 스티븐스
- 마이클 귄
- 로런스 네이스미스
- 리처드 워너
- 제니 레어드
- 세라 롱
- 토머스 히스코트
- 샬럿 미첼
- 로저먼드 그린우드
- 수전 리처즈
- 버나드 아처드
- 피터 본
- 존 필립스
- 리처드 버넌
- 존 스튜어트
- 키스 파이엇
- 알렉산더 아치데일

## 기타 제작진
- 배역: 아이린 하워드(크레디트 미기재)